# 联合国安全理事会第324号决议
联合国安全理事会第324号决议于1972年12月12日投票通過。安理會在重申之前關於此類問題的決議之後，決定將駐扎于賽普勒斯的聯合國維和部隊的時間進一步延長至1973年6月15日。安理會還呼籲戰爭的直接相關方繼續互相保持最大程度的克制，并與維和部隊充分合作。
該決議最終以14票支持對0票反對通過，中华人民共和国則在表決中投下棄權票。

## 外部鏈接
- 维基文库中的相關文獻：联合国安全理事会第324号决议